# Abdurauf Fitrat

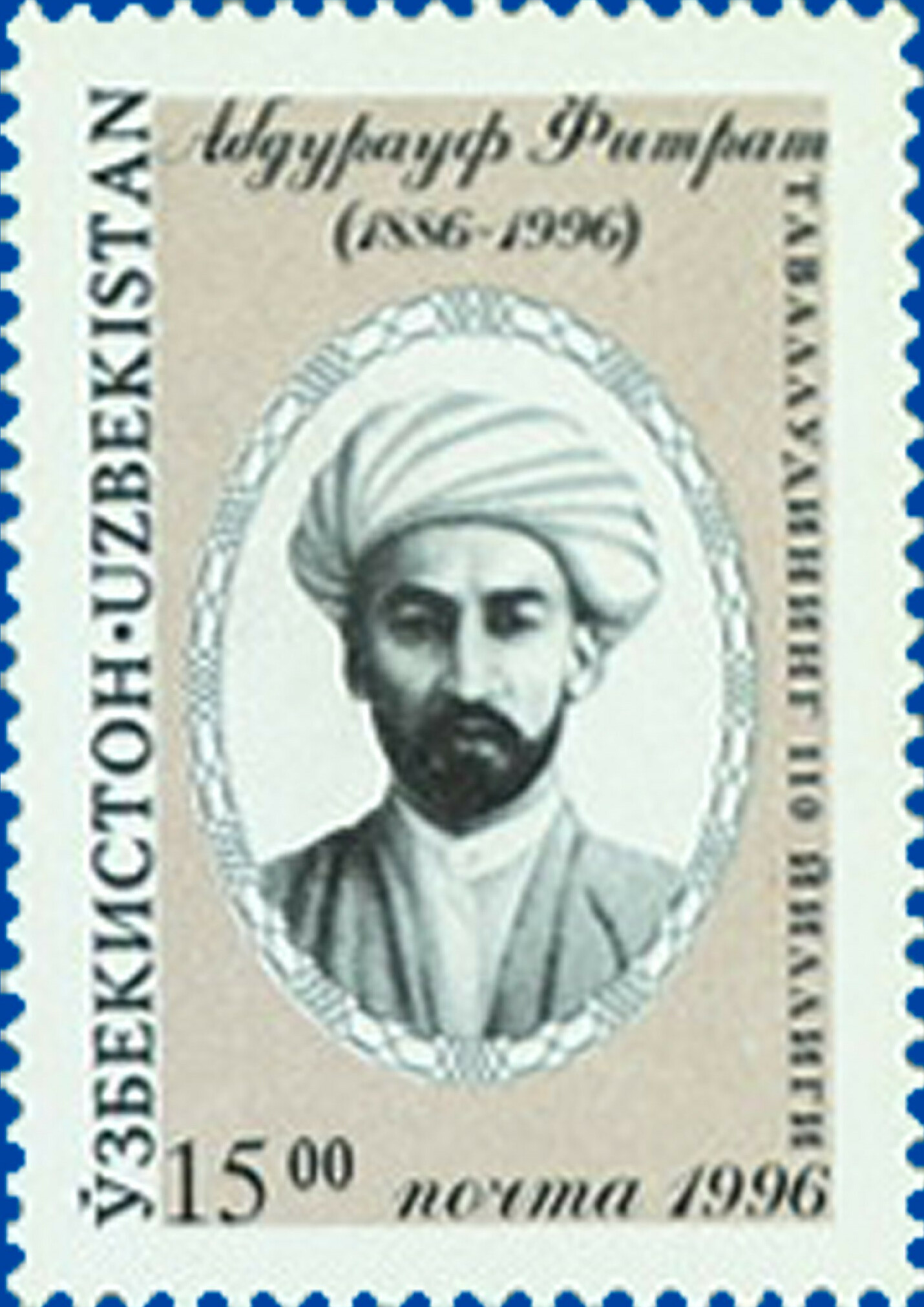
Abdurauf Fitrat auf einer 1996 zu seinem 110. Geburtstag herausgegebenen 15-Soʻm-Briefmarke aus Usbekistan

Abdurauf Fitrat Anm. [æb.d̪u.ræ.uɸ ɸit.ræt] (* 1886 in Buchara; † im Oktober 1938 in Taschkent) war ein zentralasiatischer Schriftsteller, Journalist und Politiker aus dem heutigen Usbekistan und ein bucharischer Vertreter des Dschadidismus.
Fitrat forderte in seinen anfangs persischsprachigen Schriften Neuerungen im sozialen und kulturellen Leben in Zentralasien, später lehnte sich sein Programm am Panturkismus an. Nach dem Ende des Emirats Buchara übernahm Fitrat verschiedene Ministerposten in der Regierung der Volksrepublik Buchara. Nach der Machtübernahme der Sowjets wurde nach einem kurzen Exil in Moskau Hochschullehrer in der Usbekischen SSR und später Opfer des Großen Terrors.
Fitrats literarisches Werk umfasst sowohl lyrische als auch prosaische Werke, die Einflüsse traditioneller islamischer und zentralasiatischer Literatur genauso zeigen wie eine Annäherung an „moderne“ Genres. Seine Sach- und Lehrbücher widmen sich Themen wie Islam, Literatur- und Musikgeschichte und Sprachwissenschaft. Nach Fitrats Tod war der Großteil seiner Werke jahrzehntelang verboten. Heute wird Fitrats Bedeutung für die Herausbildung sowohl der modernen usbekischen als auch der tadschikischen Literatursprache anerkannt. Während er in Tadschikistan gegenwärtig mitunter als „Verräter“ tituliert wird, gilt er in der offiziellen usbekischen Geschichtsschreibung mittlerweile als Märtyrer.

## Namensvarianten
Fitrats Name taucht in vielen verschiedenen Formen und Schreibweisen auf: Meist verwendete er selbst als Künstlernamen Fitrat (فطرت, DMG Fiṭrat), transkribiert auch als Fetrat oder gemäß der usbekischen Schriftreform von 1921 Pitrat. Der aus dem arabischen Begriff فطرة / fiṭra / ‚Natur, Veranlagung, Schöpfung‘ abgeleitete Name stand im osmanischen Türkisch für das Konzept der Natur und wahrer Religion, in Zentralasien im 19. Jahrhundert, so der russische Turkologe Lasar Budagow, hingegen für Almosen im Zeitraum des Fests des Fastenbrechens (ʿĪd al-Fiṭr). Im Persischen und Tadschikischen erstreckt sich die Bedeutung von Fitrat auf Religion, Kreation, Weisheit und Klugheit. Der Künstlername Fitrat wurde bereits zuvor vom Dichter Fitrat Zarduz Samarqandi (spätes 17. bis frühes 18. Jahrhundert) verwendet. Abdurauf Fitrats erstes bekanntes Pseudonym lautete Mijmar (aus dem arabischen مجمر / miǧmar / ‚Weihrauchgefäß‘).
Fitrats arabischer Name lautet عبدالرؤوف بن عبدالرحيم, DMG ʿAbd ar-Raʾūf b. ʿAbd ar-Raḥīm (bisweilen abweichend عبدالرئوف), mit Abdurauf als Eigenname und manchmal mit der Nisba Buchārāī. In reformierter arabischer Schrift wurde Fitrat als فيطرەت oder فيترەت wiedergegeben. Die turksprachige Variante des Nasab lautet Abdurauf Abdurahim oʻgʻli.
Unter den russischen Varianten seines Namens finden sich – neben anderen – Абдурауф Абдурахим оглы Фитрат Abdurauf Abdurachim ogly Fitrat und Абд-ур-Рауфъ Abd-ur-Rauf; Fitrats sowjetischer, russifizierter Name lautete auf Абдурауф Абдурахимов Abdurauf Abdurachimow oder, unter Weglassung des Namensbestandteils ʿAbd, Рауф Рахимович Фитрат Rauf Rachimowitsch Fitrat. Ebenfalls anzutreffen ist die Schreibweise Фитратов Fitratow. In usbekisch-kyrillischer Schrift ist sein Name mit Абдурауф Абдураҳим ўғли Фитрат wiederzugeben; sein moderner tadschikischer Name lautet Абдуррауфи Фитрат Abdurraufi Fitrat.
Fitrat trug bisweilen die Titel „Hoji“ und „Professor“. Sein Vorname findet sich in lateinischen Umschriften unter anderem auch als Abdurrauf, Abdulrauf oder Abdalrauf. Fitrat unterschrieb seine Werke teils nur mit seinem Vornamen oder kürzte ihn mit A. oder R. ab.

## Leben und Schaffen

### Ausbildung in Buchara

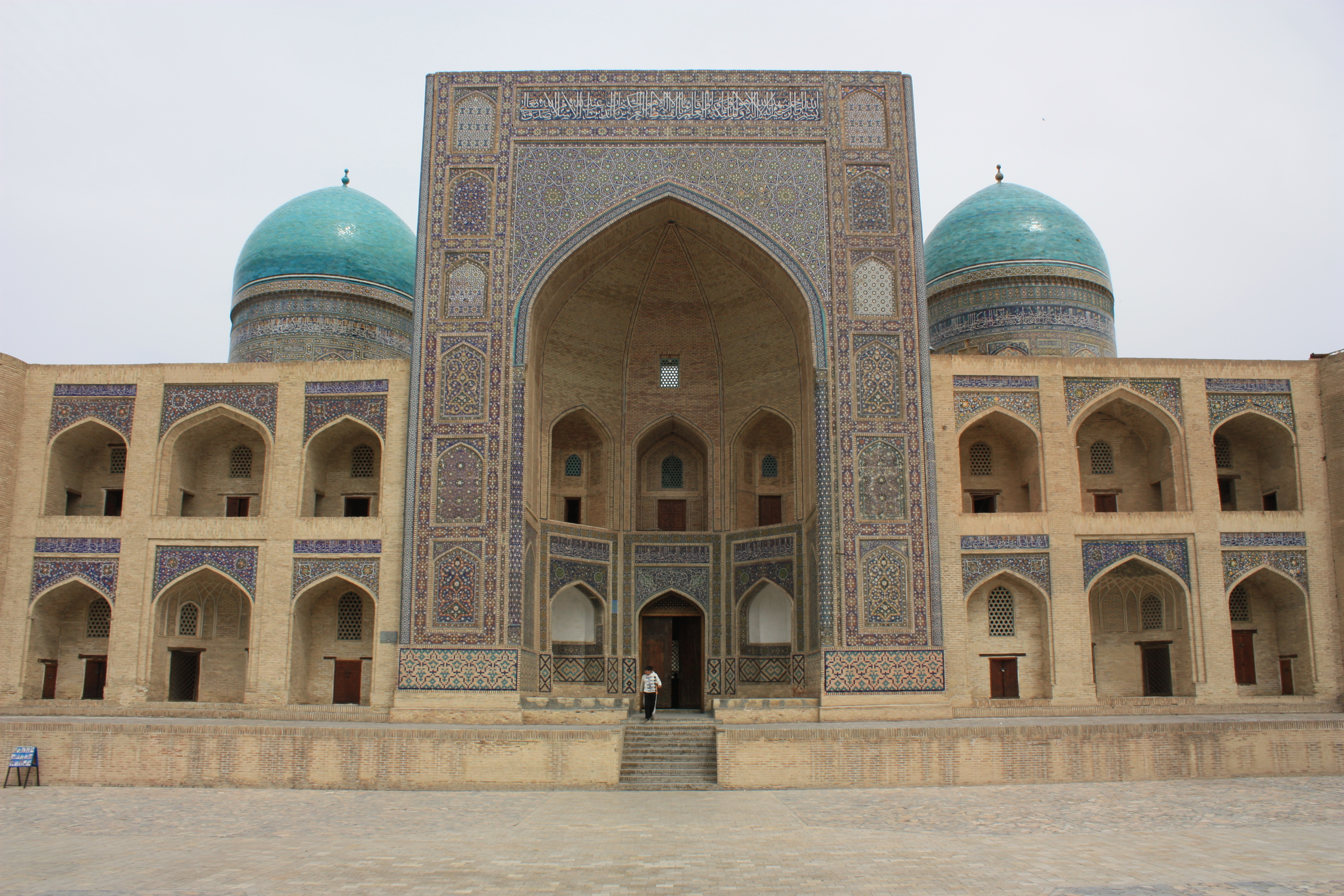
Die Mir-i-Arab-Medrese in Buchara

Fitrat wurde 1886 (eigenen Angaben zufolge 1884) in Buchara geboren. Über seine Kindheit ist – laut Adeeb Khalid typisch für eine zentralasiatische Persönlichkeit dieser Ära – recht wenig bekannt. Sein Vater Abdurahimboy war ein gläubiger Muslim und weitgereister Händler, der die Familie in Richtung Margʻilon und später Kaschgar verlassen sollte. Von seiner belesenen Mutter, je nach Quelle Mustafbibi, Nastarbibi, oder Bibijon genannt, erhielt der junge Abdurauf eine weltliche Ausbildung. Sie brachte ihm laut Edward A. Allworth die Werke von Bedil, Fuzuli, Alisher Navoiy und anderen näher. Abdurauf hatte mit Abdurahmon und Mahbuba einen Bruder und eine Schwester.

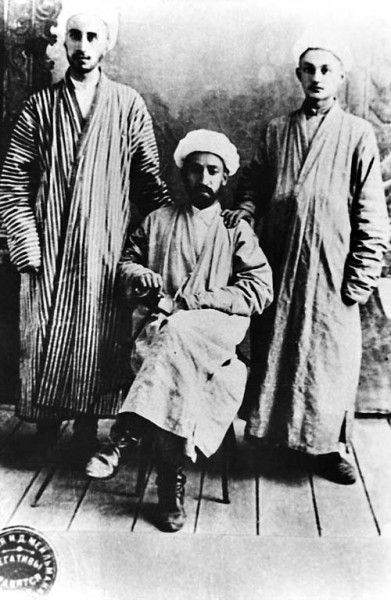
Fitrat (sitzend), ca. 1908

Muhammaddschon Schakurij zufolge vollzog Abdurauf im Kindesalter mit seinem Vater den Haddsch. Nach der Ausbildung an einer maktab soll Fitrat 1899 Studien an der Mir-i-Arab-Medrese in Buchara begonnen und 1910 beendet haben; zwischen 1907 und 1910 reiste Fitrat ausgiebig durch das russische Turkestan und das Emirat Buchara. Der Philologe Begali Qosimov geht davon aus, dass Fitrat bis zu seinem 18. Lebensjahr in Buchara studierte und zwischen 1904 und 1907 den Haddsch mit Besuch der Türkei, des Iran sowie Indiens absolvierte und auch Russland bereiste. Laut Zaynobiddin Abdurashidov, Prorektor an der Alisher-Navoiy-Universität für usbekische Sprache und Literatur, pilgerte Fitrat Anfang des 20. Jahrhunderts im Rahmen einer Reise durch Asien nach Mekka, während der er für einige Zeit in Indien lebte, wo er sich als Barbier Geld für die Rückreise verdiente. Zu diesem Zeitpunkt sei er in Buchara bereits als Dichter unter seinem Pseudonym Mijmar bekannt gewesen. Auch Khalid und Allworth benennen die Mir-i-Arab-Medrese als Fitrats Ausbildungsstätte in Buchara. Während seines Medresen-Studiums wurde Fitrat von seinem Lehrer auch in antiker griechischer Philosophie unterrichtet.
Fitrat schrieb in seiner 1929 veröffentlichten Autobiographie, Buchara sei eines der dunkelsten religiösen Zentren gewesen, er sei fanatischer Muslim gewesen und er habe anfangs die Reformbewegung des Dschadidismus (usul-i dschadid ‚neue Methode‘) abgelehnt. Eine Grundausbildung in jener „neuen Methode“ erhielt Fitrat selbst nicht. Sadriddin Ainij zufolge war Fitrat als einer der aufgeklärtesten und verdienstvollsten Studenten im Buchara seiner Zeit bekannt, außerhalb Bucharas war er jedoch laut Abdurashidov bis 1911 de facto unbekannt. Dass sich Fitrat nicht an den Aktivitäten der ersten Dschadidengruppe Bucharas beteiligte, erklärt Abdurashidov mit dem damals gegebenen fortschrittsfeindlichen Milieu unter der Herrschaft des Emirs Abd al-Ahad Khan. Interesse an den Ideen des Reformismus generierte Fitrat Abdurashidov zufolge etwa ab 1909 vermutlich unter dem Einfluss der von Mehmet Âkif Ersoy herausgegebenen Zeitschrift Sırat-ı Müstakim, die ebenso wie andere Zeitschriften und Zeitungen in jener Zeit in Studentenkreisen zirkulierte, sowie unter Mahmudxoʻja Behbudiy als Mentor. Nach dem Abschluss seiner Ausbildung unterrichtete Fitrat selbst kurz an einer Medrese, doch ist nicht überliefert an welcher.

### Aufenthalt in Istanbul und dschadidistischer Führer
Um 1909 bildeten dschadidistische Akteure in Buchara sowie in Istanbul (Konstantinopel) eine organisatorische Infrastruktur, die Studenten und Lehrern aus Buchara Studienaufenthalte in der Hauptstadt des Osmanischen Reichs ermöglichen sollte. Fitrat war Berichten zufolge selbst am Aufbau dieser Gesellschaften beteiligt und konnte dank eines Stipendiums der geheimen, von Händlern finanzierten „Gesellschaft für die Bildung der Kinder“ (Tarbiyayi atfol) kurz nach der ersten Gruppe im Frühjahr 1910 selbst nach Istanbul gehen. „Manchmal“, so Sarfraz Khan von der Universität Peschawar, wird Fitrats Abreise in die Türkei als Flucht vor der Verfolgung durch die Behörden nach einem Konflikt zwischen Schiiten und Sunniten in Buchara im Januar 1910 beschrieben; andere Autoren datieren Fitrats Gang nach Istanbul auf das Jahr 1909.
Istanbul wurde zu dieser Zeit von den Jungtürken regiert – ein historischer Umstand, der wesentlichen Einfluss auf Fitrat sowie auf die Aktivitäten und das soziale Umfeld der bucharischen Studenten in Istanbul im Allgemeinen haben sollte. Was Fitrat in der Zeit nach seiner Ankunft in Istanbul machte, ist Abdurashidov zufolge nicht im Detail bekannt. Seinen Analysen zufolge war Fitrat in der bucharischen Diaspora-Community vernetzt (oft wird er als einer der Gründer der Unterstützungsgesellschaft Buxoro ta’mimi maorif genannt), arbeitete als Verkäufer am Basar, Straßenfeger und als Küchenhilfe, und bereitete sich auf die Zugangsprüfungen an der Medrese vor. Diese bestand er vermutlich etwa Mitte 1913 und wurde einer der ersten Studenten der im Dezember 1912 gegründeten, nach reformiertem System arbeitenden Vaizin-Medrese, an der er nicht nur in islamischen Wissenschaften, sondern auch in orientalischer Literaturgeschichte unterrichtet wurde.
Anderen Autoren zufolge studierte Fitrat zwischen 1909 und 1913 am Darülmuallimin, einem Schulungsinstitut für Lehrer, oder an der Universität Istanbul. Fitrat lernte während seines Aufenthaltes weitere nahöstliche Reformideen kennen, kam mit der Panturanismus-Bewegung und Emigranten aus dem russischen Zarenreich in Kontakt und entwickelte sich zum Sprecher der in Istanbul weilenden Vertreter des Dschadidismus. Fitrat verfasste erste Schriften, in denen er – stets in persischer Sprache – Neuerungen im sozialen und kulturellen Leben in Zentralasien und den Willen zum Fortschritt einforderte. Seine ersten Texte erschienen in den islamistischen Zeitschriften Hikmet des Şehbenderzâde Filibeli Ahmed Hilmi und Sırat-ı Müstakim, außerdem in Behbudiys Oyina und im turkistischen Blatt Türk Yurdu. Fitrat propagierte in diesen Schriften die Einheit aller Muslime und sah Istanbul mit dem osmanischen Sultan an der Spitze als Zentrum der muslimischen Welt.
Zwei seiner drei während seines Istanbul-Aufenthalts erschienenen Bücher, ein „Disput zwischen einem Europäer und einem Hochschullehrer aus Buchara in Indien über verschiedene Fragen, darunter auch die der neuen Unterrichtsmethoden“ (kurz Munozara, 1911) und die „Erzählungen eines indischen Reisenden“ (Bayonoti sayyohi hindi), erlangten in Zentralasien große Popularität: Munozara etwa wurde 1911 von Hodschij Muin aus Samarkand ins turkestanische Türkisch übersetzt und in der zaristischen Zeitung Turkiston viloyatining gazeti und später als Buch veröffentlicht. Im Gegensatz zur persischen Version zirkulierte die um einen Kommentar Behbudiys erweiterte türkische Ausgabe auch in Buchara. Bayonoti sayyohi hindi wurde von Behbudiy ins Russische übersetzt. Auf dessen Betreiben erweiterte Fitrat Munozara um einen Appell, Russisch zu lernen.
Durch den Ausbruch des Ersten Weltkriegs konnte Fitrat seine Studien in Istanbul nicht abschließen und begab sich wie viele andere bucharische Studenten wieder zurück nach Transoxanien.

### Letzte Jahre des Emirats
Nach seiner Rückkehr nach Buchara nahm Fitrat eine aktive Rolle in der Reformbewegung ein, insbesondere im Kampf um Schulen nach der „neuen Methode“, und wurde zum Anführer des linken Flügels der lokalen Dschadidenbewegung. Während Fitrats Zeit in Istanbul hatte Alim Khan (usbekisch: Olimxon) nach dem Tod seines Vaters den Thron im Emirat Buchara übernommen. Ankündigungen von sozialpolitischen Reformen durch den Emir verschafften ihm anfangs Fitrats Sympathie, woraufhin er die lokalen Ulama zur Unterstützung der Initiativen aufforderte. Archivdokumenten zufolge begann Fitrat 1914 in Buchara als Darsteller im Amateurtheater aufzutreten.
Fitrat schriftstellerische Tätigkeit revolutionierte, so Sadriddin Ainij, damals die Welt der Ideen in Buchara. 1915 schrieb Fitrat in Oila („Familie“) als erster der Reformer über das harte Leben der Frauen in Turkestan. Ebenfalls aus dieser Zeit stammen ein Schulbuch über die Geschichte des Islam für die reformierten Schulen und eine Sammlung patriotischer Gedichte. In Rohbari najot („der Führer zur Erlösung“, 1916) legte er seine Philosophie auf Grundlage des Korans dar. Er wurde Mitglied der Gruppe der Jungbucharer und lernte 1916 Fayzulla Xoʻjayev kennen, woraufhin seine Neigung zum Panturkismus stärker wurde. 1917 begann Fitrat vorwiegend in einer puristischen Turksprache zu publizieren Anfang 1917 begegnete er Choʻlpon, mit dem ihn für den Rest seines Lebens eine enge Freundschaft verbunden hat.
Bis 1917 hoffte Fitrat wie auch andere Vertreter seiner Bewegung, dass der Emir Alim Khan eine Führungsrolle im Reformieren Bucharas übernehmen würde, doch musste Fitrat schließlich im April 1917 aufgrund der zunehmenden Unterdrückung aus der Stadt fliehen. Er ging zunächst nach Samarkand, wo er im August (Ausgabe 27) Kolumnist und Herausgeber der Zeitschrift Hurriyat wurde, was er bis 1918 (Ausgabe 87) blieb. Ende 1917 verfasste er gemeinsam mit Usmonxoʻja oʻgʻli im Auftrag des Zentralkomitees der Partei der Jungbucharer eine Reformagenda, in der er die staatliche Organisation einer konstitutionellen Monarchie unter der Führung des Emirs und mit der Scharia als Rechtsgrundlage vorschlug. Dieses Programm wurde durch das Zentralkomitee im Jänner 1918 mit geringfügigen Veränderungen angenommen.
Nach dem fehlgeschlagenen Angriff Fjodor Kolessows auf Buchara im März 1918 zog Fitrat weiter nach Taschkent (damals Turkestanische ASSR), wo er im afghanischen Konsulat arbeitete und Organisator der nationalistischen Intellektuellen war. In Taschkent gründete er 1918 den multiethnischen Literatenzirkel Chigʻatoy gurungi („tschagataischer Diskussonszirkel“). Dies war während der folgenden zwei Jahre der Nährboden für einen aufstrebenden tschagataischen Nationalismus. In Temurning sogʻonasi („Timurs Mausoleum“, 1918) zeigt sich Fitrats Schwenk zum Panturkismus: Ein „Sohn eines Turkvolkes“ und „Grenzwächter Turans“ fleht am Grab Timurs um dessen Auferstehung – das Timuridenreich sollte wiedererrichtet werden.
Nachdem Fitrat sich zunächst kritisch über die Februarrevolution 1917 und die Machtübernahme durch die Bolschewiki geäußert hatte, führte die Veröffentlichung von Geheimverträgen zwischen dem Zarenreich, Großbritannien und Frankreich durch die Bolschewiki und der Niedergang des Osmanischen Reichs bei ihm zu der Erkenntnis, „wer die wahren Feinde der islamischen, und speziell der türkischen, Welt sind“: Die Briten hätten mit Ausnahme des Hedschas ganz Arabien unter ihrer Kontrolle und würden nun 350 Millionen Muslime zu ihren Sklaven machen. Da es ihre Pflicht sei, Freund der Feinde der Engländer zu sein, unterstützte Fitrat daraufhin die Sowjets. Innerhalb der Gruppe der Jungbucharer stieß er dabei jedoch auf teilweisen Widerstand von Behbudiy, Ainij und anderen. In einer Analyse asiatischer Politik (Sharq siyosati, „Ostpolitik“, 1919) sprach sich Fitrat für eine strategische Allianz zwischen der muslimischen Welt und Sowjetrussland und gegen die Politik der europäischen Mächte aus, die Indien, Ägypten und Persien kontrollierten, allen voran England.
Während seines Exils wurde Fitrat und sein Flügel der Jungbucharer Mitglied der Kommunistischen Partei Bucharas, im Juni 1919 wurde er beim ersten Parteikongress ins Zentralkomitee gewählt. Er arbeitete daraufhin für die Parteipresse, gab an den ersten sowjetischen Schulen und höheren Bildungseinrichtungen Unterricht, und war zwischen April und Mai 1920 Herausgeber der soziopolitischen und literaturwissenschaftlichen Zeitschrift Tong („Morgengrauen“), einer Veröffentlichung der Kommunistischen Partei Bucharas.
Sarfraz Khan zufolge hatte sich Fitrat 1920 damit abgefunden, dass die Umsetzung der Reformideen im Emirat Buchara nicht möglich sein würde und dass das Emirat durch eine Volksrepublik ersetzt werden sollte. Im Januar 1920 organisierte er mit Kameraden das Turkestan-Büro der Partei der Jungbucharer unter Xoʻjayevs Führung, das parallel zur Kommunistischen Partei Bucharas gegen den Emir mobilisierte.

### Staatsmann in der Volksrepublik

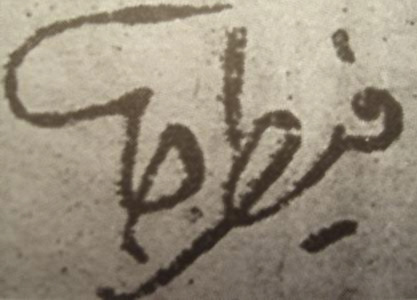
Unterschrift Fitrats (in der Form) auf einer 2.500-Soʻm-Banknote der Volksrepublik Buchara (1922)

Nachdem die Jungbucharer mithilfe der Roten Armee und anderer Kommunisten den bucharischen Emir im September 1920 gestürzt hatten, kehrte Fitrat im Dezember 1920 mit einer wissenschaftlichen Expedition nach Buchara zurück, die zum Ziel hatte, Bucharas kulturelles Erbe zu sammeln. Er beteiligte sich danach an der Führung der neuen Volksrepublik Buchara, indem er zu Beginn die staatliche Waqf-Behörde leitete, danach diente er als Außenminister (1922), Bildungsminister (1923), stellvertretender Vorsitzender des Rats zur Arbeit der Volksrepublik Buchara (1923) und war kurz im Ministeramt für Militär und Finanzen (1922).
Im März 1921 wurde auf Betreiben Fitrats die Unterrichtssprache von Persisch auf Usbekisch geändert, ebenso wurde das Usbekische zur bucharischen Staatssprache. 1922 sandte Fitrat 70 Studenten nach Deutschland, damit sie nach ihrer Rückkehr an der eben gegründeten Universität Bucharas lehren könnten. Während seiner Zeit als Bildungsminister führte Fitrat Änderungen am Unterricht an den Medresen durch, eröffnete die „Schule für Orientalische Musik“ und beaufsichtigte die Sammlung des kulturellen Erbes des Landes. Durch Kommentare zu Fatwas und Vorgaben, mit welchen Rechtsquellen die lokalen Muftis arbeiten sollen, nahm er als Bildungsminister auch Einfluss auf die Rechtsprechung.
In der Volksrepublik dominierten die Jungbucharer die Machtstruktur, nachdem sie und die Kommunisten sich wieder vereinigt hatten. Fitrat und seinen Gleichgesinnten gelang es, für einige Zeit mit den Bolschewiken zu koexistieren. Die Aktivität der Basmatschen im Zentrum und im Osten der Volksrepublik sowie Differenzen um die Anwesenheit russischer Truppen verkomplizierten jedoch die Lage. In Qiyomat („das Jüngste Gericht“, 1923) zeigte Fitrat sein Missfallen angesichts bolschewikischer Fehlentscheidungen in Zentralasien-Fragen. Gemeinsam mit dem Regierungschef Fayzulla Xoʻjayev suchte Fitrat als Außenminister Bündnisse mit der Türkei und Afghanistan, um die Unabhängigkeit Bucharas zu bewahren, hatte dabei aber keinen Erfolg.
Auf Betreiben des sowjetischen Bevollmächtigten wurden die nationalistisch veranlagten unter den bisher führenden politischen Kräften, darunter Fitrat, nicht aber Xoʻjayev, im Juni 1923 ihrer Posten enthoben und nach Moskau vertrieben. Auch Chigʻatoy gurungi, aus Sicht der prosowjetischen Kräfte eine „antirevolutionäre bourgeoise nationalistische Organisation“, wurde 1923 ein Ende gesetzt.

### Gelehrter

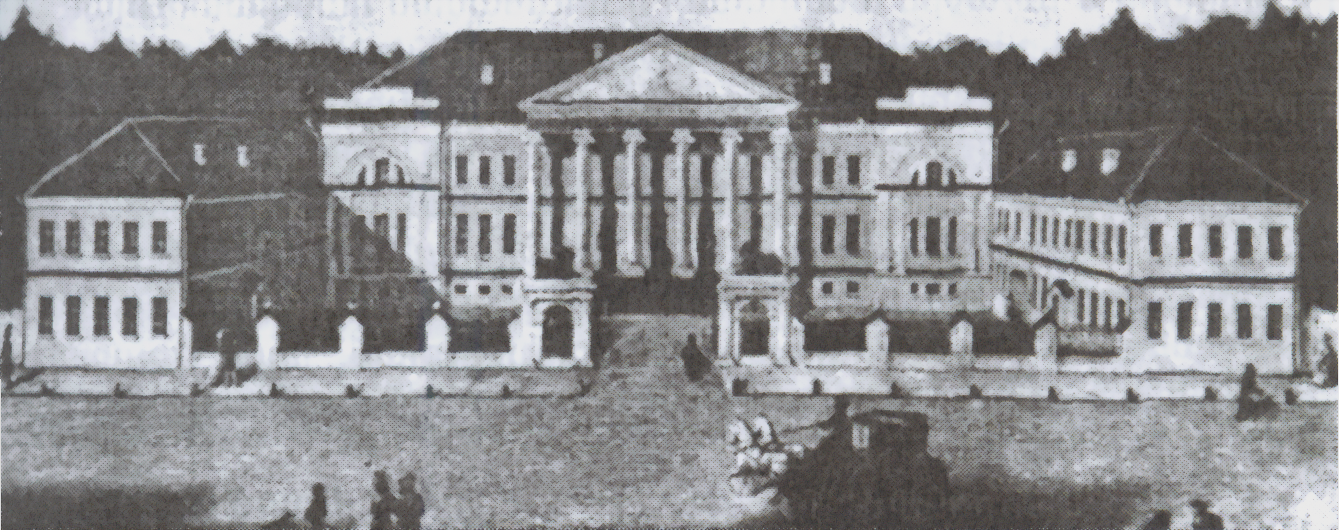
Das Lasarew-Institut im 19. Jahrhundert, der Überlieferung zufolge 1923 Ort Fitrats Schaffens im Exil, heute Sitz der Armenischen Botschaft

Nachdem Buchara 1924 seine Unabhängigkeit verloren hatte und im Zuge dessen vom Nationalismus und muslimischen Reformismus zum säkularen Kommunismus geschwenkt war, verfasste Fitrat eine Reihe von Allegorien, in denen er das neue politische System in seiner Heimat kritisierte. Aus der Politik hatte er sich notgedrungen zurückgezogen und widmete sich der Lehrtätigkeit. Er verbrachte zwischen 1923 und 1924 14 Monate im Exil in Moskau. Adeeb Khalid zufolge ist über Fitrats Zeit in Moskau wenig bekannt, wenngleich er sie sehr produktiv gestaltete. Usbekischen Gelehrten zufolge soll Fitrat am Lasarew-Institut für Orientalische Sprachen in Moskau unterrichtet haben und später von der Universität Petrograd (St. Petersburg) den Professorentitel verliehen bekommen haben, doch gebe es, so Khalid, keine urkundlichen Beweise dafür.
Nach seiner Rückkehr nach Zentralasien im September 1924 kam es zu Konflikten zwischen den ehemaligen Taschkenter Jungkommunisten um Akmal Ikromov und den ehemaligen Jungbucharern um Fayzulla Xoʻjayev zum Umgang mit der Person Fitrat in der neu gebildeten Usbekischen SSR. Xoʻjayev setzte sich für Fitrat ein und war, so Adeeb Khalid, zumindest zu einem Teil verantwortlich dafür, dass Fitrat frei blieb und zumindest eingeschränkt publizieren konnte. Fitrat vermied es, ernsthaft in die Affären des neuen Staates involviert zu werden und soll Angebote einer Lehrstelle an der Zentralasiatischen Kommunistischen Universität und einen permanenten Posten im Bildungskommissariat abgelehnt haben.
Er wirkte daraufhin an verschiedenen Hochschulen in der Usbekischen SSR, ab 1928 an der Universität Samarkand in der damaligen usbekischen Hauptstadt. Im selben Jahr wurde er Mitglied des Wissenschaftlichen Rates der Usbekischen SSR. In seiner Lehrtätigkeit als Literaturhistoriker blieb Fitrat seinen eigenen Prinzipien verpflichtet und zog Faktentreue der Konformität mit der Linie der KPdSU vor, ab 1925 äußerte Fitrat intellektuelle Kritik an der kommunistischen Theorie zu Nationalkulturen im supraethnischen Gefüge Zentralasiens. Die Kommunisten glaubten in Fitrats Werken verdeckte Botschaften zu erkennen und warfen Fitrat politische Subversion vor. In der usbekischen Literatenszene hatte sich zu diesem Zeitpunkt bereits eine neue, sowjetisch geprägte Generation herausgebildet. In dieser Phase seines Lebens heiratete Fitrat die etwa 17-jährige Fotimaxon, eine Schwester Mutal Burxonovs, die ihn jedoch nach kurzer Zeit verlassen sollte.
1927 und 1928 verfasste Fitrat zwei Kompendien zu zentralasiatischen Turksprachen, in denen er eine Notwendigkeit, das nun sowjetische Zentralasien anhand subethnischer Kriterien zu unterteilen, negierte. Um diese Zeit begannen kommunistische Ideologen, die nachfolgende Generation an Schriftstellern und die Presse, Fitrats Sichtweise der Nationalitätenfrage und seine Art der Darstellung tschagataischer Klassiker als „nationalistisch“, also unsowjetisch, zu kritisieren. Dieser „Tschagataismus“ wurde später einer der am schwersten wiegenden Vorwürfe gegen Fitrat. Eine zentrale Figur dieser Kampagne war Jalil Boyboʻlatov, ein Tschekist, der Fitrat seit den Tagen der Volksrepublik Buchara verfolgt hatte und nun als Theorist Fitrats Werke zur Literaturgeschichte analysierte.
Sein letztes Werk mit Politbezug über den Emir Alim Khan schrieb Fitrat 1930 auf Persisch (Tadschikisch). Nach 1932 fungierte Fitrat als mächtiger Überwacher politisch-sozialer Vorgänge in seiner Heimat. Fitrat sah eine Notwendigkeit, die nachkommende Generation an Schriftstellern mit traditionellen Regeln der Prosodie bekannt zu machen, nachdem das Usbekische in den 1930ern betont zeitgenössisch, ruralistisch und damit von der Dichtkunst der Vergangenheit abgekoppelt war.
Ab 1932 mussten Autoren, um ihre Schriften veröffentlichen zu können, Mitglied des Schriftstellerverbandes sein. Aus dieser Zeit stammt ein Lobgedicht Fitrats auf die Baumwolle, das in einer russischsprachigen Anthologie usbekischer Werke abgedruckt wurde. Davon abgesehen war Fitrat von der Presse faktisch ausgeschlossen und widmete sich der Lehrtätigkeit. Am Institut für Sprache und Literatur in Taschkent erhielt er schließlich den Professorentitel, wurde jedoch Mitte der 1930er-Jahre häufig von seinen Studenten angegriffen. Bei seinem letzten Theaterstück, Toʻlqin („die Welle“, 1936), widersetzte sich Fitrat der Zensur.

### Ende im Großen Terror
In der Nacht des 23. April 1937 wurde Fitrats Wohnung in Taschkent durch NKWD-Kräfte aufgesucht und Fitrat am folgenden Tag festgenommen. Über sein weiteres Schicksal herrschte über 40 Jahre lang Unklarheit. Erst als in der Perestroika Archivmaterial freigegeben wurde, klärten sich die Umstände von Fitrats Verschwinden.

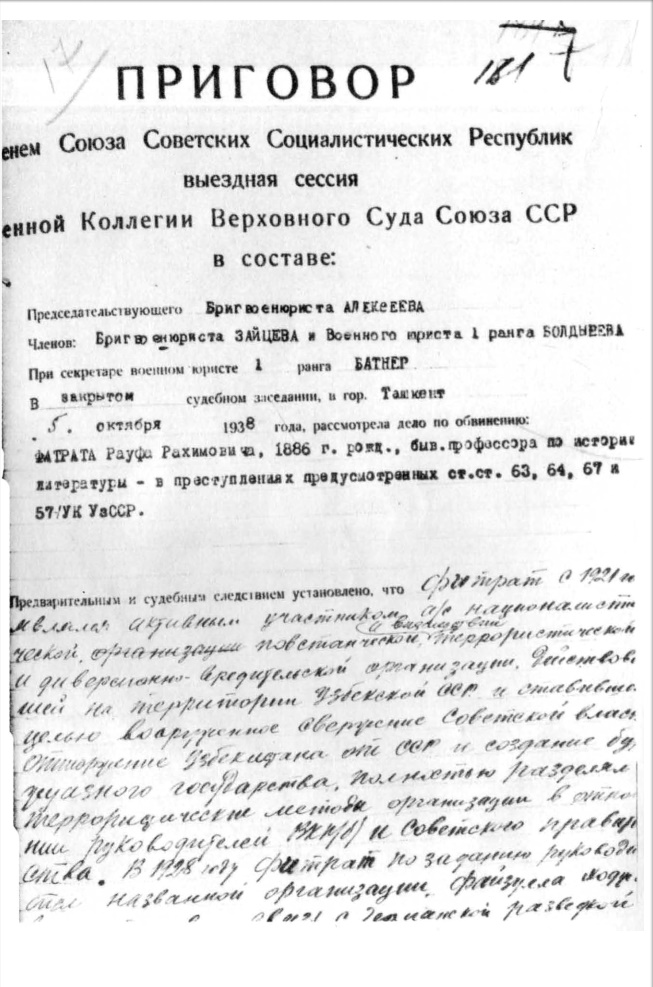
Entscheidung des Obersten Gerichts der UdSSR vom 5. Oktober 1938

Fitrat wurde verdächtigt, Mitglied einer kontrarevolutionären nationalistischen Organisation zu sein, junge Literaten für diese Idee gewinnen zu wollen, Werke im Geiste des kontrarevolutionären Nationalismus verfasst zu haben und einen bourgeoisen turanischen Staat aus der Sowjetunion herauslösen zu wollen. Als „einer der Gründer und Führer des kontrarevolutionären nationalistischen Dschadidismus“ und Organisator einer „nationalistischen panturkistischen kontrarevolutionären Bewegung gegen die Partei und die sowjetische Regierung“ wurde er nach Artikel 67 und 66 (1) des Strafgesetzbuchs der Usbekischen SSR verfolgt. Begali Qosimov berichtet unter Berufung auf Archivquellen, dass diese und weitere Vorwürfe über Monate hinweg untersucht wurden, und schließlich auch nach Artikel 57 (1) der Vorwurf des Hochverrats erhoben wurde. Aus Geheimakten ist herauszulesen, dass Fitrat im Laufe der Verhöre zusammengebrochen und in seiner Verwirrung bereit war, jegliches ideologische Verbrechen einzugestehen.
Zu Fitrats Fall wurde am 4. Oktober 1938 im Militärkollegium des Obersten Gerichts der UdSSR beraten, woraufhin – dem Transkript zufolge – am Folgetag binnen 15 Minuten in einem Schauprozess ohne Anhörung von Zeugen Fitrat zum Tod durch ein Erschießungskommando und zur Konfiszierung seiner Güter verurteilt wurde. Archivquellen zufolge erfolgte Fitrats Hinrichtung am 4. Oktober 1938 in Taschkent, also am Tag vor seiner Verurteilung.
Aus den Archivakten geht hervor, dass Fitrat zum Zeitpunkt seiner Verhaftung mit seiner Mutter, seiner 25-jährigen Frau Hikmat und seiner 7-jährigen Tochter Sevar in der Mahalla Guliston von Taschkent gelebt hat. Seine Frau wurde gemeinsam mit ihm verhaftet, jedoch im Januar 1938 freigelassen. 1957, nach Fitrats Rehabilitierung, wurde ihr eine Entschuldigung übermittelt.

## Nachleben, Würdigung und Kritiken
Die Sowjetunion versuchte zunächst, die Erinnerung an Fitrat und seine Gefolgsleute verblassen zu lassen. Nach den Feierlichkeiten zu Navoiys 500. Geburtstag nach dem islamischen Mondkalender 1926 veranstaltete sie eine zweite Feier zu seinem 500. Geburtstag nach dem Sonnenkalender im Jahr 1941. Statt des Meisters tschagataischer Literatur wurde des „Vaters der usbekischen Literatur“ gedacht, die Feier als „Triumph leninistisch-stalinistischer Nationalitätenpolitik“ bezeichnet. Fitrats Werke waren wie die der anderen Schriftsteller Usbekistans, die im Oktober 1938 dem Großen Terror zum Opfer fielen, bis zum Tod Stalins verboten, zirkulierten jedoch im Geheimen in intellektuellen und studentischen Kreisen. Hind ixtilolchilari wurde 1944 im Dritten Reich unter Mitwirkung von Annemarie von Gabain zum Zweck antisowjetischer Propaganda erneut veröffentlicht.
Zwar wurde Fitrat 1956 auf Betreiben des Literaturkritikers Izzat Sulton posthum rehabilitiert und für seine Leistungen auf dem Feld der Literatur und in Bildungsfragen gewürdigt, doch verurteilte ihn die sowjetische Presse weiterhin für seine liberalen Tendenzen und Tadschiken für seine turkophilen Neigungen. Nahezu alle seine Werke blieben bis zur Perestroika verboten, doch wurden einige Exemplare der fitratschen Dramen in wissenschaftlichen Bibliotheken bewahrt. Lange Zeit wurde Fitrat als usbekischer oder türkischer Nationalist beschrieben. Auch wenn in den 1960er- und 70er-Jahren Fitrats prosaische Werke wieder ins Blickfeld usbekischer Literaturwissenschaft gerieten und verschiedene Geschichten und Ein-Akter wieder herausgegeben wurden, blieben vernichtende Kommentare bis in die 1980er Jahre im Umlauf. Auch noch in den 1990ern war es kaum möglich, in Usbekistan Quellen zu Fitrat zu finden. Ab 1989 wurden mehrere Werke Fitrats in sowjetischen Zeitschriften abgedruckt.
Halim Karas Analysen zufolge können in Usbekistan drei historische Phasen der Rehabilitation Fitrats unterschieden werden: Im Zuge der Entstalinisierung verkündete Nuriddin Muhitdinov, damals Erster Sekretär des Zentralkomitees der Kommunistischen Partei Usbekistans, die Rehabilitierung Fitrats und anderer dschadidistischer Schriftsteller, doch profitierte Fitrat im Gegensatz zu Abdulla Qodiriy vorerst nicht von einer ideologischen Neubewertung seines Werkes; Fitrat wurde weiterhin als bourgeoiser Nationalist und als Gegner der sozialistischen Ideologie porträtiert, so auch in der zwischen 1971 und 1980 publizierten Usbekischen Sowjet-Enzyklopädie.
Die zweite Phase fällt in die Zeit der Perestroika. Auf Betreiben des Schriftstellers und Kritikers Temur Po‘latov bildete der usbekische Schriftstellerverband 1986 eine Kommission, deren Aufgabe es war, Choʻlpons und Fitrats literarisches Erbe zu untersuchen. Die zuvor gültigen Anschuldigungen gegenüber Fitrat blieben infolge dieser Untersuchungen im Wesentlichen aufrecht, doch wurde nun die pro-sowjetische Phase seines Schaffens anerkannt. Bestimmte Werke, insbesondere die unter bolschewikischer Herrschaft verfassten, wurden – ergänzt durch Kommentare eines Literaturkritikers – wieder aufgelegt. Die durch die Kommission geplante Neubewertung Fitrats kontroverser Werke im Lichte marxistisch-leninistischer Ideologie konnte, so Kara, unter der Kontrolle der konservativen Regierung der Usbekischen SSR nicht durchgeführt werden. Die Schlussfolgerungen der Kommission und das Prinzip von Glasnost bereiteten den Boden für weitere Diskurse. Eine Gruppe konservativer Schriftsteller wie Erkin Vohidov versuchte Fitrats Werke mit den gültigen Prinzipien der sowjetischen Literaturpolitik in Einklang zu bringen und die „ideologischen Fehler“ als Missverständnis oder fehlende Kenntnis marxistisch-leninistischer Ideologie zu erklären. Eine andere Gruppe um die Literaturkritiker Matyoqub Qoʻshjonov und Naim Karimov verlangte nach Fitrats vollständiger Rehabilitierung und der vollständigen Neuauflage seiner Schriften. Für sie war Fitrats Werk nicht ideologisch unzulässig, betont wurde in dieser pro-usbekischen Strömung stattdessen die Bedeutung für das kulturelle Erbe und die Entwicklung der Nationalliteratur. Shawn T. Lyons zeigte auf, dass in der Zeit der Perestroika auch Teile der Bevölkerung die vollständige Aufklärung der Umstände von Fitrats Verschwinden und die volle Rehabilitierung verlangten. Izzat Sulton klassifizierte Fitrat entgegen der Parteilinie als wichtigen Fürsprecher des sowjetischen Sozialismus.
Als dritte Phase analysierte Kara das unabhängig gewordene Usbekistan. Die Dekolonisierung und Desowjetisierung der usbekischen National-Diskurse führte dazu, dass Fitrats Werke wieder unzensiert publiziert wurden. 1991 verlieh die usbekische Regierung Fitrat gemeinsam mit Choʻlpon den Staatspreis für Literatur in Anerkennung seines Beitrags zur Entwicklung der modernen usbekischen Literatur und Nationalidentität. Fitrats Einsatz für ein unabhängiges Turkestan erhielt durch die antirussische usbekische Intelligenzija eine neue Deutung, hervorgehoben wurde nun das Fehlen sozialistischer Elemente in seinem Werk. Kara zufolge werden die prosowjetischen Elemente bei Fitrat durch die usbekische Literatenelite in Wahrheit jedoch ignoriert oder kleingeredet. Dieses Distanzieren von Fitrats Œuvre von der wechselhaften Realität seiner Lebenszeit ist, so Kara, ein Vermächtnis des sowjetischen Gelehrtentums, in dem positive oder negative Eigenschaften einer Person übertrieben worden seien. Diese narrative Strategie der Schwarz-Weiß-Malerei sei von den Usbeken unter nun veränderten Vorzeichen übernommen worden. 1996 widmete Fitrats Geburtsstadt Buchara der „herausragenden Figur aus Öffentlichkeit und Politik, [dem] Publizisten, Gelehrten, Poeten und Experten der Geschichte der usbekischen und tadschikischen Nation und deren spirituellen Kulturen“ das Abdurauf-Fitrat-Gedächtnis-Museum. 2005 schrieb Alexander Djumaev, Fitrat habe in Usbekistan in den letzten Jahren einen geheiligten Status verpasst bekommen und werde häufig als Märtyrer (Schahīd) bezeichnet. In mehreren usbekischen Städten, darunter Andijon, Samarkand und Taschkent, tragen Straßen Fitrats Namen.
Neben den Usbeken beanspruchen auch Tadschiken Fitrats literarisches Erbe für sich. Autoren wie Sadriddin Ainij und Michail Sand betonten Fitrats Bedeutung für die Modernisierung der tadschikischen Sprache, insbesondere der tadschikischen Literatursprache. Ayni nannte Fitrat darüber hinaus einen „Pionier tadschikischer Prosa“. Laut Encyclopædia Iranica leistete Fitrat außerdem Pionierarbeit auf dem Gebiet einer einfachen, persischen Literatursprache, die die traditionelle Ornamentierung umging.
Andere tadschikische Kommentatoren kritisierten Fitrat jedoch für seine turkistischen Neigungen. Muhammaddschon Schakurij, Professor an der Tadschikischen Akademie der Wissenschaften, bezeichnete den Anschluss tadschikischer Intellektueller an die panturkistische Idee in einem Interview 1997 als Fehler und sah sie in der Verantwortung für die Benachteiligung der Tadschiken bei der territorialen Aufteilung Zentralasiens. Rahim Massow, ebenfalls Mitglied der Tadschikischen Akademie der Wissenschaften, bezeichnete Fitrat, Xoʻjayev und Behbudiy als „tadschikische Verräter“. Das Narrativ von tadschikischen Personen, die die Existenz ihrer eigenen Nation verleugneten, wird auch vom tadschikischen Präsidenten Emomalij Rahmon artikuliert.
Dass seine Werke zudem auch außerhalb Transoxaniens gewürdigt wurden, zeigt eine Auszeichnung Hind ixtilolchilaris („Indische Rebellen“, 1923) des Aserbaidschanischen Volkskommissariats für Bildung im Jahr 1924. Laut Fitrats Schwester wurde selbiges Werk in indische Sprachen übersetzt und an Indiens Theatern gespielt. Jawaharlal Nehru bezeugte die Bedeutung des Stücks für den indischen Befreiungskampf.

## Ideologische und politische Einordnung
Fitrat war, so Hélène Carrère d’Encausse, der ideologische Anführer der Dschadidenbewegung. Sein Verständnis von Geschichte beschreibt der Islamwissenschaftler Adeeb Khalid als „Aufzeichnung des menschlichen Fortschritts“. Wie bei anderen Reformern galt auch Fitrats Interesse sowohl der glorreichen Vergangenheit Transoxaniens als auch dem Zustand der Degradierung, dessen sich die Dschadidisten durch Aufenthalte im Ausland bewusst geworden waren. Ähnlich wie Dschamal ad-Din al-Afghani suchte Fitrat nach Gründen für den spirituellen und zeitlichen Verfall der muslimischen Welt, Fitrat speziell am Beispiel Bucharas. Zudem waren sowohl al-Afghani als auch Fitrat der Ansicht, die nötigen Änderungen müssten von den Muslimen selbst vorgenommen werden. Fitrat sah den Zustand Bucharas darin begründet, dass sich der Islam zu einer Ideologie der Reichen entwickelt habe. Als Lösung schlug er vor, das Bildungswesen zu reformieren und eine dynamische, von Phantasie, Ignoranz und Aberglaube befreite Form der Religion einzuführen, in der den einzelnen Individuen mehr Bedeutung zukäme.
Für Fitrat war das Emirat Buchara von Korruption, Machtmissbrauch und Gewalt gekennzeichnet. Fitrat kritisierte neben dem Klerus (Ulama) auch die weltlichen Machthaber und die Massen: Erstere beschuldigte er, die muslimische Gemeinschaft gespalten und damit geschwächt zu haben, betonte aber auch die Schuld derjenigen, die dem Klerus und Emir „wie Schäfchen“ gefolgt wären. Khalid zufolge lassen Fitrats Werke aus der Zeit um sein Exil in Moskau jedoch einen Schwenk vom Antiklerikalismus zu Skeptizismus und Konfessionslosigkeit (irreligion) erkennen. In einer der wenigen erhaltenen autobiographischen Stellungnahmen Fitrats erklärte er 1929, er habe Religion vom Aberglauben lösen wollen, doch habe er gesehen, dass von der Religion nichts übrig bleibe, sobald sie vom Aberglauben befreit ist, was ihn zur Konfessionslosigkeit (dinsizliq) gebracht hätte. Schon 1917 habe Fitrat, so Khalid, den islamischen Reformismus zugunsten eines insistenten Turkismus aufgegeben.
Fitrats Reformismus war nicht auf eine Orientierung an westlichen Kulturen aus; die Größe des Westens käme, so Fitrat, ursprünglich aus islamischen Grundsätzen. So zitiert Fitrat in Bayonoti sayyohi hindi die Worte des französischen Historikers Charles Seignobos über die Größe der mittelalterlichen muslimischen Zivilisation; in Sharq siyosati schrieb er: „Bis heute haben europäische Imperialisten dem Osten nichts außer Unmoral und Zerstörung gegeben.“ Andererseits äußerte Fitrat scharfe Kritik an der Verweigerung von aus Europa kommenden Neuerungen durch die muslimischen religiösen Anführer Bucharas. Dieser „Deckmantel der Ignoranz“ verhindere, dass durch Aufklärung der Islam verteidigt werden könne.
1921 schrieb Fitrat, dass es drei Varianten des Islams gebe: die Religion des Koran, die der Ulama und die der Massen. Letztere sei Aberglaube und Fetischismus, mittlere durch veralteten Legalismus behindert. Fitrat lehnte das Prinzip des Taqlid ab; Wissen sollte in seiner Gedankenwelt intellektueller Kritik ausgesetzt sein, mit vertretbarem Aufwand angeeignet werden können und dem Menschen in der Moderne hilfreich sein. Eine Scholastik, die für den Menschen in der modernen Welt nicht hilfreich ist, lehnte er ab. Als Reformer, Erzieher und Politiker bestand er auf dem Wert des Individuums und seine Rolle in der Gemeinschaft. Die Regenerierung der muslimischen Gesellschaft bedurfte bei Fitrat neben einer spirituellen Erneuerung einer politischen und sozialen Revolution. Die Teilnahme an diesen dschadidistischen Aktivitäten bezeichnete er als „Pflicht eines jeden Muslims“.
Er propagierte Neuerungen in den intrafamiliären Beziehungen, wo er eine Verbesserung des Status der Frau forderte. Unter Berufung auf einen Hadith, dass es die Pflicht jedes Muslimen sei, nach Wissen zu streben, argumentierte er für die Bedeutung der Bildung der Frauen, damit diese ihre Erziehung an die Kinder weitergeben können. Auf Grundlage des Korans und der Hadithe sprach er von der Bedeutung der Hygiene und verlangte, dass für eine Medizinschule in Buchara russisches oder europäisches Lehrpersonal rekrutiert wird. Die Rückständigkeit der bucharischen Gesellschaft machte er beispielsweise auch am Beispiel der Päderastie fest.
| “[…] روی وطن ز ناخنی قفلت جریحه‌دار آنها به یاد روی باطن کرده جان نثار […]” „[…] Ruy-i watan ze nāchon-i ghaflat dscharihe-dār Ānhā be yād-i ruy-i bātan karde dschān nesār […]“ „[…] Das Gesicht des Watan wird durch die Fingernägel der Fahrlässigkeit zerkratzt dem Gesicht deiner Liebsten schenken sie ihre Linien […]“ – Abdurauf Fitrat: Fragment aus dem tadschikischsprachigen Gedicht Tāziyāne-yi taʾdib / تازیانه‌ای تأديب /‚die Geißel der Mahnung‘ (1914) |

Fitrat suchte nicht einen Kompromiss zwischen westlichen und islamischen Werten, sondern einen Bruch mit der Vergangenheit und eine Revolution menschlicher Konzepte, Strukturen und Beziehungen mit dem Endziel, Dār al-Islām aus der Hand der Ungläubigen zu befreien. Hélène Carrère d’Encausse erkannte im revolutionären Ton und in Fitrats Verweigerung von Kompromissen Besonderheiten, die ihn von anderen muslimischen Reformern wie al-Afghani oder İsmail Gasprinski unterscheiden. Dass der von ihm ersehnte Weg des sozialen Fortschritts und zur Überwindung der Tyrannei und Stagnation kompliziert und schwierig werden würde, dessen war sich Fitrat bewusst. Er artikulierte dies, „indem er die revolutionären Absichten und Anstrengungen auf historische Umbruchversuche projiziert[e], deren Ergebnisse die Anstrengungen nicht rechtfertigten“ (Sigrid Kleinmichel). Als Vorbild fungierte Jungbucharern wie Fitrat weniger der Marxismus als andere muslimische Reformbewegungen, speziell aus des Spätphase des Osmanischen Reichs. Auffallend ist die häufige Verwendung Indiens als Handlungsort in Fitrats Stücken. Als mögliche Motive dafür nennt die Turkologin Sigrid Kleinmichel die anti-englische Orientierung im antikolonialen Kampf der Inder (während der bucharische Emir England freundlich gesinnt war), die breite Bündnisfähigkeit der Bewegung, das entstehende indische Nationalbewusstsein, übereinstimmende Ideen zur Überwindung der Rückständigkeit (etwa mit Muhammad Iqbal) und die türkeifreundliche Gesinnung eines Teils der indischen Befreiungsbewegung.
Fitrats Vorstellung eines guten Muslimen und der eines Patrioten waren, so Carrère d’Encausse, eng miteinander verknüpft. Zudem propagierte Fitrat die Idee der Gemeinschaft aller Muslime unabhängig ihrer Zugehörigkeit zu etwa der Schia oder zu den Sunniten. William Fierman hingegen sah in Fitrat primär einen bucharischen Patrioten, der auch ein starkes Selbstverständnis als Angehöriger des Türkentums und, weniger stark, als Muslim habe. Was sich bei Fitrat zeige, seien jedoch die Widersprüche zwischen panturkischer und usbekischer Identität: Das Osmanische und Tatarische hatten für Fitrat zu viele fremdsprachige Einflüsse, das Hauptziel der usbekischen Sprachpolitik war bei Fitrat jedoch die Reinheit der Sprache. Dieses Ideal wollte er der Einheit der Turkvölker nicht unterordnen: Eine türkische Einheit könne es nur nach der Purifikation der Sprache geben. Als Basis dieser einheitlichen Turksprache wollte er das Tschagataische heranziehen. Ingeborg Baldauf bezeichnete Fitrat als die Personifizierung tschagataischer Nationalität; Adeeb Khalid hält es in diesem Zusammenhang für geboten, das Konzept des Panturkismus von einem „Turkismus“ zentralasiatischer Intellektueller zu unterscheiden: Der zentralasiatische Turkismus, so Khalid, zelebrierte die Geschichte Turkestans und seine eigenen historischen Helden.
Bezeichneten Sowjet-Ideologen Fitrats „Tschagataismus“ als nationalistisch, so sah Edward A. Allworth in ihm einen seit seinem jungen Erwachsenenalter überzeugten Internationalisten, der seinem Glauben stets treu blieb, ihn jedoch gezwungenermaßen geleugnet habe. Hisao Komatsu erkannte in Fitrat einen „patriotischen, bucharischen Intellektuellen“, doch habe sich Fitrats Verständnis von Vatan mit der Zeit gewandelt: Bezog er sich mit diesem Begriff zu Beginn nur auf die Stadt Buchara, erweiterte sich sein Nationalitätsverständnis auf das Emirat und schließlich auf ganz Turkestan. Die gegen Fitrat gerichteten Nationalismus- und Panislamismus-Vorwürfe seien, so Sigrid Kleinmichel, als „immer pauschal, nie analysierend“ gewesen.

## Werk-Analyse

### Statistisches und thematische Entwicklungen
Eine Liste der Werke Abdurauf Fitrats, zusammengestellt von Edward A. Allworth, umfasst 191 Texte aus einer etwa 27 Jahre langen Schaffensperiode (zwischen 1911 und 1937). Diese Schriften ordnet Allworth fünf Subjektkategorien zu: Kultur, Wirtschaft, Politik, Religion und Gesellschaft. Eine Analyse aller 191 Texte ergibt folgendes zeitlich-thematisches Raster:
| Kategorie    | 1911–1919 | 1920–1926 | 1927–1937 | Gesamt |
| ------------ | --------- | --------- | --------- | ------ |
| Kultur       | 24        | 48        | 50        | 123    |
| Wirtschaft   | 2         | 0         | 4         | 6      |
| Politik      | 28        | 9         | 2         | 39     |
| Religion     | 7         | 1         | 5         | 13     |
| Gesellschaft | 9         | 0         | 1         | 10     |
| Gesamt       | 70        | 59        | 62        | 191    |

Somit behandeln beinahe zwei Drittel von Fitrats Werken den Themenkomplex „Kultur“, etwa 20 weitere Prozent seiner Schriften behandeln politische Materie – in der Frühphase seines Schaffens war Politik sogar das häufigste Themenfeld in seinen Texten. Die politischen Schriften entstanden größtenteils während seines aktiven Engagements für die Bewegung des Dschadidismus, die Jungbucharer und die Regierung der Volksrepublik Buchara. Nach der Errichtung der Usbekischen SSR und der Tadschikischen ASSR 1924/25 und als die Kommunistische Partei ab 1927 starke Kontrolle über Kultur und Gesellschaft ausübte, widmete sich Fitrat weniger dem Schreiben politischer Texte. Auch wenn Marxisten Fitrat vorwarfen, in einigen seiner nach 1927 entstandenen Werke zu Kulturfragen von der Parteilinie abzuweichen, sind diese Schriften deutlich weniger politisch gefärbt als seine früheren Texte.
Das Beinahe-Verschwinden von Schriften über gesellschaftliche Probleme nach 1919 sieht Allworth im Fehlen einer sicheren Möglichkeit begründet, nicht mit der Parteilinie übereinstimmende Gesichtspunkte anzusprechen. Fitrat reagierte auf die Einschränkung der Pressefreiheit, indem er gänzlich aufhörte, seine politischen Ansichten in Printwerken offen zu formulieren, und Themen wählte, die den bolschewikischen Vorstellungen entsprachen. Familien- und Bildungsfragen behandelt Fitrat beinahe ausschließlich vor 1920. Zu den bedeutendsten Werken Fitrats aus den 1920er-Jahren zählen vor allem Gedichte zu Gruppenidentitäten.
Ähnliche Kategorisierungen der Werke Fitrats sind eine gemeinschaftlich erstellte Liste von 90 Werken in 9 Kategorien aus dem Jahr 1990, eine Liste mit 134 Titeln von Ilhom Gʻaniyev (1994) und eine Auflistung des Yusuf Avci aus dem Jahr 1997. Problematisch ist, dass über zehn fitratsche Werke verloren gingen und bei mehreren die Datierung unklar ist, etwa bei Muqaddas qon (zwischen 1917 und 1924). Für Munozara finden sich Datierungen zwischen 1909 und 1912, doch habe Hisao Komatsu laut Allworth „überzeugend“ 1327 AH (1911/12) als Entstehungsdatum festgestellt.
Wie viele Zentralasiaten begann auch Fitrat mit dem Schreiben von Gedichten, um sein Œuvre nach und nach um Prosa, Drama, Journalismus, Komödien, politische Kommentare, Studien zur Literaturgeschichte und Bildungspolitik sowie polemische, ideologische Schriften zu erweitern. Mehrere frühe Werke publizierte Fitrat später überarbeitet oder in andere Sprachen übersetzt erneut.

### Sprache und Schrift
Fitrats Erstsprache war laut Allworth – typisch für einen urbanen Bucharer seiner Zeit – das zentralasiatische Persisch (Tadschikisch); als Sprache der Bildung war das Arabische üblich. In Istanbul waren zu Fitrats Zeit das Osmanische (eine Turksprache) und das Persische in Verwendung. Das in Taschkent gebräuchliche gebrochene Turki (Usbekische) war Fitrat zuwider, er eignete sich das Turki aus einem Wörterbuch an. Zeitgenössische Analysen beschreiben Fitrats Turki als „sonderlich“ und vermuten, Fitrat hätte die Sprache ohne fortwährenden Kontakt zu Muttersprachlern gelernt. Zudem sprach Fitrat laut Allworth Urdu und Russisch; Adeeb Khalid zufolge sprach Fitrat keine europäischen Sprachen und bezweifelt gar, dass Fitrat funktionale Kenntnisse des Russischen hatte. Habib Borjian sieht die Frage nach Fitrats Erstsprache als noch nicht geklärt.
Bis zum Beginn der politischen Umstürze in Buchara hatte Fitrat beinahe ausschließlich in persischer (tadschikischer) Sprache publiziert. Seine persischen Schriften dieser Zeit waren, so Adeeb Khalid, nicht nur hinsichtlich ihres Inhaltes, sondern auch den Stil betreffend neu: simpel, direkt und nah an der gesprochenen Sprache. 1917 wechselte er jedoch zu einem hochgradig puristischen Turki, bei dem er gar einzelne Worte zum besseren Verständnis in Fußnoten erläuterte. Fitrats Chigʻatoy gurungi setzte sich zum Ziel, eine einheitliche türkische Sprache auf Basis der tschagataischen Sprache und Literatur durchzusetzen, indem sie die klassischen Werke Navoiys und anderer verbreiteten und fremdsprachige Einflüsse (aus dem Arabischen, Persischen und Russischen) aufs Turki auszumerzen gedachten.
In einem mit Tilimiz („Unsere Sprache“) betitelten Artikel bezeichnete Fitrat das Usbekische 1919 als „unglücklichste Sprache der Welt“ und definierte ihren Schutz vor äußeren Einflüssen und das Verbessern ihres Rufs neben der Purifikation der Literatursprache als Ziele.
In jener Zeit leugnete Fitrat, dass das Persische eine in Zentralasien beheimatete Sprache sei, Teil des tschagaitistischen Gedankenguts war die Annahme, dass die gesamte Bevölkerung der Region unabhängig ihrer im Alltag bevorzugten Sprache türkisch sei. In seiner Zeit als Bildungsminister verbot Fitrat Berichten zufolge den Gebrauch des Tadschikischen in seinem Büro. Als Grund für den radikalen Schwenk vom Persischen zu einer Turksprache wird in der Literatur über Fitrat angeführt, dass die Bewegung der Dschadiden das Persische mit repressiven Regimes wie des Emirs von Buchara, Turksprachen jedoch mit muslimischen, tatarischen wie osmanischen, Reformbewegungen identifiziert wurden.
Im zweisprachig, mit persischen und turksprachigen Passagen, verfassten Bedil (1923) präsentierte Fitrat ein vom Osmanischen beeinflusstes Usbekisch als Gegenstück zur traditionellen persischen Poesie-Sprache und damit als für Modernisierung geeignetere Sprache. Fitrats teilweise Rückbesinnung auf das Tadschikische Mitte der 1920er-Jahre beschrieb Borjian als Folge des Endes des Dschadidismus und des Beginns der Unterdrückung türkischer Nationalismen. Eine tadschikische Nationalidentität bildete sich erst später heraus, als es bei den zentralasiatischen Turkvölkern der Fall war. Somit „könnte“, so Borjian, auch das Entstehen der Tadschikischen SSR 1929 (aus der Tadschikischen ASSR, die Teil der Usbekischen SSR war) Fitrat dazu ermutigt haben, wieder auf Tadschikisch zu schreiben. Khalid versteht den Schritt als eine Form des Exils und als Versuch des Gegenbeweises zum Vorwurf des Panturkismus. Fitrat selbst nannte als Motiv, das tadschikische Drama voranbringen zu wollen.
Zur Zeit von Fitrats Schaffen waren vor allem arabische Schriften üblich: die arabische Schrift des Arabischen, des Persischen, des Osmanischen und ab 1923 in Turkestan eine reformierte arabische Schrift, in der Vokale besser gekennzeichnet wurden, den Anforderungen der Vokalvielfalt der Turksprachen aber dennoch nicht genügte.
Fitrat betrachtete das arabische Alphabet laut dem Zentral-Eurasien-Wissenschaftler William Fierman „offensichtlich“ nicht als heilig oder als wichtiges Bindeglied zum Islam: Er hatte sich 1921 bei einem Kongress in Taschkent dafür ausgesprochen, auf alle Erscheinungsformen der arabischen Zeichen mit Ausnahme der Initialform zu verzichten, was laut Fitrat und seinen Mitstreitern das Erlernen der Schrift beschleunigt und das Drucken von Texten erleichtert hätte. Außerdem propagierte er, diejenigen Buchstaben aus dem Alphabet zu streichen, die im Usbekischen im Gegensatz zur arabischen Sprache keinen eigenen Laut darstellten (zum Beispiel das Ṯāʾ / ث). Letztlich setzte sich Fitrats Vorschlag einer voll phonetischen Orthografie, der auch arabische Fremdwörter unterworfen wurden, durch. Es wurden diakritische Vokalzeichen eingeführt und die „fremden“ Buchstaben abgeschafft; die bis zu vier Erscheinungsformen der Buchstaben (zum Beispiel ﻍ، ﻏ، ﻐ، ﻎ) blieben aber bestehen. Für Fitrat war die Unterscheidung zwischen „harten“ und „weichen“ Lauten die „Seele“ türkischer Dialekte. Die Forderung, auch die Orthographie von Fremdwörtern den Regeln der Vokalharmonie anzupassen, wurde 1923 in Buchara und der ASSR Turkestan umgesetzt, obwohl viele Dialekte diese Unterscheidung gar nicht mehr kannten.

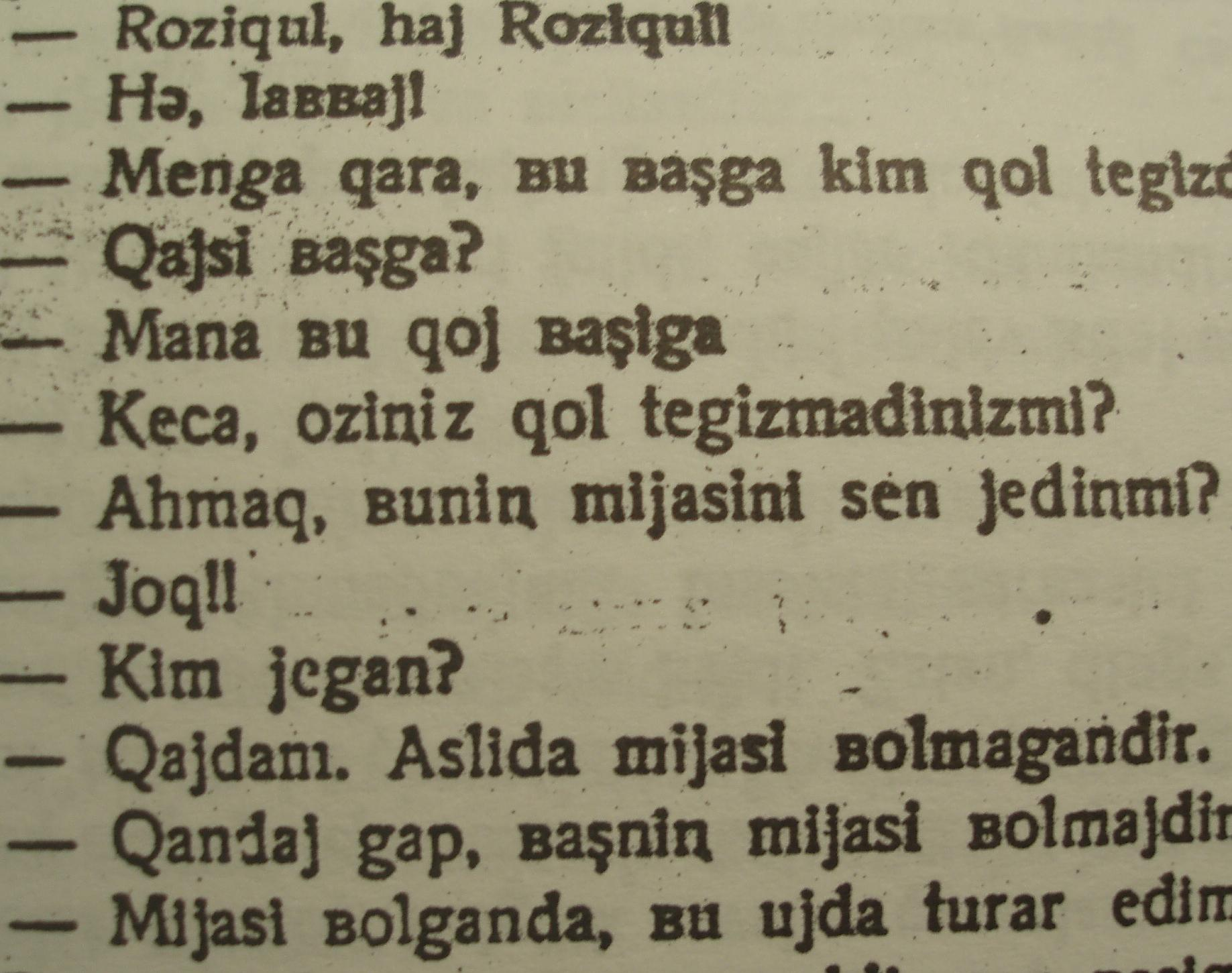
Auszug aus Qiyomat (hier: Qjamat) in einer 1935 herausgegebenen – offenbar von der Sowjetunion stark veränderten – Version in usbekischer Lateinschrift (2. Version)

Bis 1929 wurden die Alphabete der zentralasiatischen Turksprachen latinisiert – Fitrat war im Komitee für das neue Lateinalphabet in Usbekistan vertreten und hatte einen maßgeblichen Anteil an der Latinisierung des Tadschikischen, dessen Lateinschrift er möglichst übereinstimmend mit der des Usbekischen machen wollte. Ein kyrillisches Alphabet – wie im Russischen üblich – bekamen das Usbekische und das Tadschikische erst nach Fitrats Tod.

### Sachliteratur
In Fitrats Werk findet sich auch eine Reihe an Sach- und Lehrbüchern: Rohbari najot („der Führer zur Erlösung“, 1916) etwa ist ein ethisch-didaktisches Traktat zur Rechtfertigung der dschadidistischen Ermahnungen durch Koranzitate. Ein anderes Buch widmete sich der islamisch korrekten Haushaltsführung, dem Aufziehen von Kindern und den Rechten und Pflichten von Ehepartnern. Er sprach sich in diesem Werk gegen die Polygynie aus. Weitere Lehrbücher behandeln die Geschichte des Islam, die Grammatik der tadschikischen Sprache und Musik.
Die für fortgeschrittene Studenten gedachten Anthologien Eng eski turkiy adabiyot namunalari („Beispiele der ältesten turksprachigen Literatur“, 1927) und Oʻzbek adabiyoti namunalari („Beispiele usbekischer Literatur“, 1928) wichen stark von der Linie der KPdSU bei der Nationalitätenpolitik ab: Fitrat weigerte sich, historische „rein usbekische“ Literatur und allgemeine zentralasiatische Literatur voneinander zu trennen. Auf den Artikel Eski maktablarni nima qilish kerak? („Was müssen wir mit den alten Schulen machen?“, 1927) wurde die OGPU aufmerksam, die den Reformer daraufhin Nähe zur Basmatschenbewegung nachsagte, die Fitrat jedoch ablehnte. Weitere beachtete Sachbücher sind Adabiyot qoidalari („Literaturtheorie“, 1926) und Fors shoiri Umar Hayyom („der persische Dichter Omar Chayyām“, 1929).
Fitrats fachliches Interesse an Musik galt insbesondere dem Schaschmaqam. 1923 beauftragte Fitrat Wiktor Uspenski den gesamten bucharischen Schaschmaqam aufzunehmen, allerdings ohne die weitestgehend persischen Originaltexte. Auf diese Weise versuchte Fitrat den bucharischen Schaschmaqam zu turkisieren bzw. das Erbe der bucharischen Hochkultur als tschagataisch zu präsentieren. Eine 1930 in Fitrats Auftrag durch den Komponisten Yunus Rajabiy erstellte Version des Schaschmaqam mit auf usbekischer Dichtkunst basiertem Text gelangte mehr als dreißig Jahre später zu Popularität. In Oʻzbek klassik musiqasi va uning tarixi („Usbekische klassische Musik und ihre Geschichte“, 1927) schuf Fitrat die Basis einer nationalen Musikwissenschaft. Er trachtete danach, einerseits die usbekische Nationalmusik mit altertümlichen türkischen Wurzeln in Verbindung zu bringen und andererseits das gemeinsame zentralasiatische, von islamischer, arabischer bzw. persischer Kultur geprägte musikalische Erbe zu einem Teil der usbekischen Nationalität zu übersetzen, ohne dabei Tadschikisches beim Namen zu nennen. Alexander Djumaev zufolge ist Oʻzbek klassik musiqasi va uning tarixi noch mehr als eine wissenschaftliche Quelle ein juristisches Dokument, mit dem eine nationale kulturelle Identität kreiert und konsolidiert wurde.

### Dichtung
Fitrat war ähnlich wie Sadriddin Ainij während seiner ersten Schaffensperiode von klassischer Dichtung geprägt. Persischsprachige Gedichte verfasste er vermutlich seit seiner Jugend, anfangs zu religiösen Themen, später dichtete er auch zu pädagogischen Zwecken und in Turki. Unter den traditionellen Versformen, die Fitrat dabei verwendete, waren Masnavi und Ghazal.
Fitrat verwendete in Shaytonning tangriga isyoni („Des Teufels Aufbegehren gegen Gott“, 1924) als einer der ersten Turki-Poeten neben Binnenreimen häufig turksprachige Suffixe als Endreim-Silbe. 1918 brachte er die damals in Istanbul gängige Kritik am perso-arabischen Prosodie-System aruz nach Zentralasien mit und forderte gemeinsam mit anderen Vertretern, in der turksprachigen Dichtkunst auf die Silbenmetrik der Turksprachen Rücksicht zu nehmen und das Barmoq-Versmaß anzuwenden.

### Dramatische Werke
Allworth erkennt vier verschiedene Typen von Dialog und Drama im Werk Fitrats: Diskussionen mit Fremden (1911–1913, etwa Munozara und Bayonoti sayyohi hindi), Beratung mit Helden der Vergangenheit (1915–1919, etwa Muqaddas qon und Temurning sogʻonasi), allegorischen Austausch (1920–1924, etwa Qiyomat und Shaytonning tangriga isyoni) und Dialektik (1926–1934, etwa Toʻlqin).
In seinen dramatischen Werken verwendete Fitrat häufig das Passiv als Genus verbi im Prosateil – mit diesem Stilmittel vermied Fitrat, wahre Handlungspersonen nennen zu müssen. Dies und der Gebrauch homonymer Wörter dienten, so Allworth, der Mystifizierung und stünden mit Allahs alleinigem Wissen aller Motive und Handlungen in Zusammenhang.

#### Konfliktvermeidung in Dialogform
Das Streitgespräch (Gattungsbegriff usbekisch munozara ‚Diskussion‘) ist ein traditionelles, islamisches Literatur-Genre, das sowohl prosaisch als auch in Versform auftritt und in Mittelasien eine Vorstufe zum Theater darstellte. Fitrats in Munozara gewählte Form eines Streitgesprächs, in dem die Intention des Autors „deutlich erkennbar“ ist, war in der klassischen Dichtung weniger geschätzt. Den Dialog kannte die klassische turko-persische Literatur wie auch Drama und Kurzgeschichte nicht als eigenständige Literaturgattung; Analphabeten, denen das Genre unbekannt war, setzten Aufführungen bisweilen mit der Realität gleich.
In Munozara stellt Fitrat einem fortschrittlichen Europäer einen selbstgefälligen, herablassenden Hochschullehrer aus Buchara gegenüber. Der Europäer argumentiert sachlich und belehrend und ist dem mudarris auch auf dem Gebiet der Islamwissenschaften überlegen. Schließlich zeigt sich der mudarris überzeugt und will die „neue Methode“ anerkennen – wie es zu dieser Bekehrung kam, wird jedoch nicht dargestellt. Die klassische turko-persische Literatur kennt keinen echten Konflikt, sondern nur einen Diskurs zwischen einem Meister und dessen Schüler – das Gespräch bleibt daher ruhig, auch wenn sich der mudarris einige Male verärgert zeigt. Um seine Nachricht zu untermauern, schloss Fitrat dem Dialog einen Epilog an, in dem er den Emir zum Handeln aufforderte – viele andere „Reform-Dialoge“ hatten keinen Epilog. Dass Fitrat die Kritik am Gesellschaftszustand Bucharas von „außen“, einem Europäer und im neutralen Indien, kommen ließ, war eine der wenigen akzeptierten Möglichkeiten. Ähnlich ging Fitrat in Bayonoti sayyohi hindi vor – Fitrat lässt hier einen indischen Touristen aus seinen Erlebnissen in Buchara erzählen –, einem Werk, das stilistisch an den ersten iranischen Romancier, Zayn al-Abedin Maraghei, erinnert.

#### Dramen der Mehrdeutigkeit

Titelblatt zu Shaytonning tangriga isyoni, reformiertes arabisches Alphabet des Usbekischen (1924)

1983, also noch bevor Fitrats Werk im Zuge der Perestroika erstmals nach seinem Tod von offizieller Seite umgedeutet wurde, sprach Ahmad Aliyev in einer Monografie über das literarische Erbe Usbekistans die „unkonventionelle Komplexität“ in Fitrats Dramen an.
Laut Edward A. Allworth sind vor allem Fitrats Dramen der Jahre 1922 bis 1924 – insbesondere Qiyomat, Bedil und Shaytonning tangriga isyoni – durch Subtilität und beabsichtigte Ambiguitäten gekennzeichnet, bedingt durch die politischen und kulturellen Umstände. Subversive Botschaften seien durch seine Wortwahl nur für Eingeweihte zeitgenössischer zentralasiatischer Literatur verständlich gewesen, seinen Ärger hätte er in Form von indirekter, unterhaltsamer Kritik einfließen lassen. Zulkhumor Mirzaeva von der Alisher-Navoiy-Universität für usbekische Sprache und Literatur argumentiert, dass in diesen Werken durch die angeblich antireligiöse Essenz die sowjetische Zensur getäuscht werden und soziopolitische Ideen kommuniziert werden konnten. Fitrat sei dadurch zum Meister atheistischer Ästhetik kanonisiert worden, habe jedoch simultan andere Bedeutungen transportiert. Mirzaeva zufolge sei erst im unabhängig gewordenen Usbekistan ausgehend von Ninel Vladimirova eine neue Interpretation dieser Werke aufgekommen, der zufolge Fitrat die Ignoranz und Russifizierung jener Zeit durch Kritik und Lächerlichmachung darstellte. Ihrer eigenen Interpretation zufolge habe Fitrat seinen Kampf für die nationale Befreiung in eine atheistische Schale verpackt
Bedil vereint Elemente des „allegorischen Austausches“ und der Diskussion mit Fremden. Shaytonning tangriga isyoni wird teils als kurzes Bühnenwerk, teils als episches Gedicht (Dastan) beschrieben. Seine Polemik gegen den Stalinismus ist in diesem Werk, so Allworth, allegorisch in einem Dialog zwischen Engeln und dem Teufel verpackt, als Beispiel nennt Allworth die Verwendung der Bezeichnung Schaitan (anstelle von Iblis und neben Azazil) für den Teufel. Das Wort Schaitan komme lautlich dem Namen Stalin nahe und wurde in Zentralasien tatsächlich in privatem Gebrauch für Josef Stalin verwendet. Adeeb Khalid widerspricht jedoch Allworths Interpretation und plädiert dafür, stärker als „zwischen den Zeilen“ den eigentlichen Text zu lesen.
Das historische Drama Abulfayzxon („Abulfaiz Khan“, letzter Herrscher der bucharischen Dschaniden-Dynastie des Usbeken-Khanats, 1924) zog Parallelen zwischen historischen und gegenwärtigen Umbrüchen und Absolutismen in Buchara und gilt als erste usbekische Tragödie.

### Satire und nasreddinische Figuren

Nasreddin-Statue in Buchara

Wie auch Abdulla Qodiriy und Gʻafur Gʻulom nutzte Fitrat ab den 1920er-Jahren vermehrt satirische Skizzen in seinen Erzählungen. Erst wenige Jahre davor hatte die Prosa in Mittelasien Fuß gefasst; durch die Einbindung von Satire gelang es Reformern wie Fitrat vermehrt, Publikum zu gewinnen. Diese meist kurzen Erzählungen wurden zudem bei Alphabetisierungskampagnen verwendet, wo dem Leser vertraute Figuren und Denkweisen in einem neuen, sozialpolitisch relevanten Kontext dargebracht wurden. In Bezug auf die traditionelle Anekdotenstruktur wurde der Verzicht auf direkte Agitation innerhalb der Erzählung beibehalten; die häufig angefügten didaktischen Abschlüsse waren in der traditionellen Struktur, welche als Abschluss den zusammengefassten Witz vorsah, hingegen nicht üblich. „Opfer“ fitratscher Satire wurden neben fehlbaren Ideologen und schwerfälligen Bürokraten ab den 1920er-Jahren auch die sowjetischen Machthaber.
Ähnlichkeiten zu Nasreddin-Geschichten finden sich in Fitrats Werk unter anderem in Munozara, Qiyomat und Oq mozor („das weiße Grabmal“, 1928), wenn auch in letztgenanntem Text die Nasreddinfigur selbst fehlt. In Werken wie Qiyomat vermengte Fitrat traditionell fantastische Elemente mit Märchenhaftem und Gegenwärtigem oder Vergangenem. Dass die Hauptperson Pochamir, ein Opiumraucher vom Typ Nasreddins, in Qiyomat sich in einem Fiebertraum den Prüfungen des Jüngsten Gerichts gegenübersieht, „kann“ laut Sigrid Kleinmichel zudem als Anspielung auf Karl Marx’ Worte zum Opium des Volkes „angenommen werden“. Qiyomat wurde 1935 erstmals überarbeitet, wobei der Gegenwartsbezug verloren ging: Fitrat verlegte die Handlung in die vorrevolutionäre Zeit. Statt auf die koloniale Unterdrückung der Zarenzeit hinzuweisen und Aspekte des Lebens in der Sowjetunion satirisch darzustellen, liegt in den sowjetischen Versionen der Fokus auf der Religionskritik. Die Sowjetunion ließ das Stück später wegen seines „Atheismus“ in viele Sprachen übersetzen, doch galt die Satire im Stück ursprünglich den kommunistischen Dogmen. Laut Edward A. Allworth legte Fitrat in Qiyomat einen besonderen Humor und Wortwitz zutage.

### Einbindung älterer islamischer Literatur
In Shaytonning tangriga isyoni stellte Fitrat Schaitan, den Teufel, wie im Koran und in der Dīwān-Literatur dar, führte dies jedoch weiter zu einem „berechtigten Widerstand“ gegen den Despoten Allah. In Zayid va Zaynab („Zaid und Zainab“, 1928) stehen die koranischen Figuren Zainab bint Dschahsch, eine Frau Mohammeds, und Zaid ibn Hāritha im Zentrum der Handlung. Fitrat setzt den Fokus in diesem Werk jedoch nicht auf die Frage nach Adoption im islamischen Recht, sondern auf die Sexualität des Propheten und die Eigennützigkeit von Mohammeds Prophetentum. Die Engel Harut und Marut sind Basis von Zahraning imoni („Zahras Glaube“, 1928). Meʼroj („Miʿrādsch“, 1928) enthält arabischsprachige Zitate aus dem Koran und aus Mohammed-Biographien, ebenso ist Rohbari najot von Koranzitaten durchsetzt. In Qiyomat begegnet Pochamir Nakir und Munkar, die zahlreichen Anspielungen auf den Koran und die Respektlosigkeit gegenüber Allah erhielt Qiyomat jedoch erst unter sowjetischer Herrschaft.
In Bedil zitierte Fitrat den indisch-persischen Sufi und Dichter Bedil, verzichtete dabei aber trotz der religiösen Thematik auf Ausrufe wie In schā'a llāh und die Basmala.

## Werke (Auswahl)

### Sachliteratur
- 1916: Rohbari najot
- 1916: Oila
- 1919: Sharq siyosati
- 1926: Adabiyot qoidalari
- 1927: Eng eski turkiy adabiyot namunalari
- 1927: Eski maktablarni nima qilish kerak?
- 1927: Oʻzbek klassik musiqasi va uning tarixi
- 1928: Oʻzbek adabiyoti namunalari
- 1929: Fors shoiri Umar Hayyom
- 1929: Chigʻatoy adabiyati
- 1934: Abulqosim Firdavsiy

### Dramatische Werke
- 1911: Munozara
- 1911/12: Bayonoti sayyohi hindi
- 1916: Begijon
- 1916: Abu Muslim
- nach 1917: Muqaddas qon
- 1918: Temurning sogʻonasi
- 1920: Chin sevish
- 1923: Hind ixtilolchilari
- erstmals 1923: Qiyomat
- 1923: Bedil
- 1924: Shaytonning tangriga isyoni
- 1924: Abulfayzxon
- 1926: Arslon
- 1927: Isyoni Vose
- 1934: Toʻlqin